# バレーボールジンバブエ男子代表
バレーボールジンバブエ男子代表は、バレーボールの国際大会で編成されるジンバブエの男子バレーボールナショナルチームである。
1982年に国際バレーボール連盟へ加盟。

## 過去の成績

### オリンピックの成績
- 出場なし

### 世界選手権の成績
- 2010年 - アフリカ予選敗退

### アフリカ選手権の成績
- 1983年 - 7位
- 2007年 - 8位

## 歴代代表選手
- ムレイ・ポール